# استان لوآپولا
استان لوآپولا (به لاتین: Luapula Province) یک منطقهٔ مسکونی در زامبیا است که در زامبیا واقع شده‌است. استان لوآپولا ۵۰٬۵۶۷ کیلومتر مربع مساحت و ۹۹۱٬۹۲۷ نفر جمعیت دارد.